# Uilenspiegel HV
Handbalvereniging Uilenspiegel is een Belgische handbalclub uit Wilrijk.

## Geschiedenis
Uilenspiegel werd in 1945 opgericht als wandelclub, maar vrij snel werden ook andere activiteiten zoals onder andere handbal beoefend. Handbalvereniging Wilrijk is de oudste Vlaamse handbalclub. 
De club is de pionier van het dameshandbal in België en nam oorspronkelijk deel aan de Nederlandse competitie. In 1963 en 1964 werden ze officieus kampioen van België en in 1971 werden ze de eerste officiële landskampioen. De club speelde lange tijd in Borgerhout, maar verhuisde naar Wilrijk.  
De damesafdeling fusioneerde in 2004 met het damesteam van KV Sasja HC Hoboken tot DHW. In 2009 startte Uilenspiegel opnieuw een eigen damesteam op. In seizoen 2012-'13 promoveerde deze dames voor een derde maal op rij, waardoor ze het seizoen daarop opnieuw aantraden in de hoogste klasse. Aldaar kon de ploeg standhouden tot 2014-'15. In seizoen 2019-'20 keerden ze terug naar het hoogste niveau.
In 2021-'22 behaalde het herenteam de titel in Liga 1, waarna de promotie naar tweede nationale volgde.

## Palmares

### Dames
- Landskampioen: 1963, 1964, 1971, 1972, 1978, 1979 & 1981
- Bekerwinnaar: 1976, 1979 & 1981
- Kampioen 2e nationale: 2013 & 2019

### Heren
- Kampioen Liga 1: 2022

## Bekende (ex-)spelers
- Lotte Antonissen
- Nele Antonissen
- Kato De Backer
- Hanne Geraerts
- Stijn Gijs
- Svane Goossens